# Kenia en los Juegos Paralímpicos de Atenas 2004
Kenia estuvo representada en los Juegos Paralímpicos de Atenas 2004 por un total de 16 deportistas, ocho hombres y ocho mujeres.

## Medallistas
El equipo paralímpico keniano obtuvo las siguientes medallas:
| Nombre           | Deporte   | Evento                 |
| ---------------- | --------- | ---------------------- |
| Oro              |           |                        |
| Henry Wanyoike   | Atletismo | 5000 m T11 masculino   |
| Henry Wanyoike   | Atletismo | 10 000 m T11 masculino |
| Joseph Ngorialuk | Atletismo | 5000 m T13 masculino   |
| Plata            |           |                        |
| Julia Longorkaye | Atletismo | 1500 m T12 femenino    |
| Bronce           |           |                        |
| Emanuel Asinikal | Atletismo | 1500 m T13 masculino   |
| Emanuel Asinikal | Atletismo | 5000 m T12 masculino   |
| Frangs Karanja   | Atletismo | 5000 m T11 masculino   |